# Donji Tkalec
 Ovo je glavno značenje pojma Donji Tkalec. Za druga značenja pogledajte Tkalec (razdvojba).
Donji Tkalec je selo sjeveroistočno od Vrbovca. Prema popisu iz 2001. godine ima 105 stanovnika. 
Spominje se 1771.g. kad u selu živi 93 stanovnika. Pripadalo je stoljećima župi Dubovac, sve do druge polovice XX.stoljeća, kad potpada pod župu Mali Raven. 

## Stanovništvo
| broj stanovnika | 81    | 88    | 105   | 103   | 117   | 118   | 99    | 112   | 112   | 122   | 118   | 112   | 97    | 94    | 105   | 97    | 91    |
|                 | 1857. | 1869. | 1880. | 1890. | 1900. | 1910. | 1921. | 1931. | 1948. | 1953. | 1961. | 1971. | 1981. | 1991. | 2001. | 2011. | 2021. |